# NHL Entry Draft 2009
Der NHL Entry Draft 2009 war die 47. Talentziehung der National Hockey League und fand am 26. und 27. Juni 2009 im Centre Bell in Montreal, Québec statt.
Die Mannschaften der National Hockey League konnten sich dabei die Rechte aller nordamerikanischen Spieler, geboren zwischen dem 1. Januar 1989 und dem 15. September 1991, sowie aller europäischen Spieler, geboren zwischen dem 1. Januar 1988 und dem 15. September 1991, sichern. Verfügbar waren nur Spieler, deren Rechte nicht schon aus einem Draft der Vorjahre bereits von einem NHL-Team gehalten wurden.

## Draftreihenfolge
Die Draftreihenfolge der Positionen 1 bis 14 wurden im April 2009 durch die Draft-Lotterie bestimmt. Die 14 Teams, die sich nicht für die Playoffs qualifizieren konnten, nahmen an dieser gewichteten Lotterie teil und wurden in umgekehrter Reihenfolge der Tabelle der regulären Saison gesetzt. Dabei lag das schlechteste Team der abgelaufenen regulären Saison auf dem ersten Platz und hatte eine Chance von 25 % die Lotterie zu gewinnen und das beste der 14 nicht für die Playoffs qualifizierten Teams lag auf dem 14. Platz und hatte eine Chance von 0,5 %. Der Gewinner der Lotterie rückte um vier Plätze in der Draftreihenfolge auf.
Die Draftreihenfolge der 16 Playoff-Teilnehmer standen erst nach dem Stanley-Cup-Finale fest. Der Stanley-Cup-Sieger wurde auf Position 30, der Finalgegner auf Position 29 gesetzt. Auf Position 27 und 28 wurden die in den Conference Finals gescheiterten Teams einsortiert. Die restlichen Mannschaften wurden anhand ihres Tabellenstandes in der regulären Saison gesetzt. Dabei galt, dass die Mannschaft mit den wenigsten erreichten Punkten auf Position 15 steht. Die Draftreihenfolge galt für alle Runden des Entry Draft. Mannschaften konnten über Transfers Draftpicks anderer Teams erworben, aber auch eigene an andere Mannschaften abgegeben werden.

### Draftlotterie
| Nr. | Team                | Chance |
| 1.  | New York Islanders  | 25,0 % |
| 2.  | Tampa Bay Lightning | 18,8 % |
| 3.  | Colorado Avalanche  | 14,2 % |
| 4.  | Atlanta Thrashers   | 10,7 % |
| 5.  | Los Angeles Kings   | 8,1 %  |
| 6.  | Phoenix Coyotes     | 6,2 %  |
| 7.  | Toronto Maple Leafs | 4,7 %  |
| 8.  | Dallas Stars        | 3,6 %  |
| 9.  | Ottawa Senators     | 2,7 %  |
| 10. | Edmonton Oilers     | 2,1 %  |
| 11. | Nashville Predators | 1,5 %  |
| 12. | Minnesota Wild      | 1,1 %  |
| 13. | Buffalo Sabres      | 0,8 %  |
| 14. | Florida Panthers    | 0,5 %  |

Am 14. April 2009 fand die Draftlotterie statt, die Einfluss auf die Reihenfolge des Entry Draft hatte. Es handelte sich dabei um eine gewichtete Lotterie, wobei die New York Islanders, die in der regulären Saison den letzten Platz in der Liga belegt hatten, auf Platz eins der Draftreihenfolge geführt wurden und mit 25 Prozent die größten Chance auf den Gewinn der Lotterie hatten, während die Florida Panthers auf Platz 14 nur geringe Chancen hatten. Insgesamt wurden an die 14 Mannschaften 1000 Zahlenkombinationen anhand der gewichteten Verteilung gegeben, woraufhin durch ein Mitglied der Liga eine Kombination aus einer Trommel entnommen und dadurch der Gewinner der Lotterie bestimmt wurde. Der Gewinner konnte in der Reihenfolge um bis zu vier Plätze hochgestuft werden. Somit hatte auch der fünftplatzierte die Möglichkeit auf den ersten Platz zu gelangen. Die New York Islanders gewannen die Lotterie und behielten damit das erste Zugrecht des Drafts.

## Draftergebnis

### Runde 1
| #  | Spieler                  | Nationalität | Pos  | NHL-Team | College-/ Junioren-/ Profi-Team                     |
| -- | ------------------------ | ------------ | ---- | --- | --------------------------------------------------- |
| 1  | John Tavares             | Kanada       | C    | New York Islanders | London Knights (OHL)                                |
| 2  | Victor Hedman            | Schweden     | D    | Tampa Bay Lightning | MODO Hockey Örnsköldsvik (SEL)                      |
| 3  | Matt Duchene             | Kanada       | C    | Colorado Avalanche | Brampton Battalion (OHL)                            |
| 4  | Evander Kane             | Kanada       | C    | Atlanta Thrashers | Vancouver Giants (WHL)                              |
| 5  | Brayden Schenn           | Kanada       | C    | Los Angeles Kings | Brandon Wheat Kings (WHL)                           |
| 6  | Oliver Ekman Larsson     | Schweden     | D    | Phoenix Coyotes | Leksands IF (Allsvenskan)                           |
| 7  | Nazem Kadri              | Kanada       | C    | Toronto Maple Leafs | London Knights (OHL)                                |
| 8  | Scott Glennie            | Kanada       | RW   | Dallas Stars | Brandon Wheat Kings (WHL)                           |
| 9  | Jared Cowen              | Kanada       | D    | Ottawa Senators | Spokane Chiefs (WHL)                                |
| 10 | Magnus Pääjärvi-Svensson | Schweden     | LW   | Edmonton Oilers | Timrå IK (SEL)                                      |
| 11 | Ryan Ellis               | Kanada       | D    | Nashville Predators | Windsor Spitfires (OHL)                             |
| 12 | Calvin de Haan           | Kanada       | D    | New York Islanders (von Minnesota Wild)                                                                                    | Oshawa Generals (OHL)                               |
| 13 | Zack Kassian             | Kanada       | RW   | Buffalo Sabres | Peterborough Petes (OHL)                            |
| 14 | Dmitri Kulikow           | Russland     | D    | Florida Panthers | Drummondville Voltigeurs (QMJHL)                    |
| 15 | Peter Holland            | Kanada       | C    | Anaheim Ducks | Guelph Storm (OHL)                                  |
| 16 | Nick Leddy               | USA          | D    | Minnesota Wild (von Columbus Blue Jackets via New York Islanders)                                                          | Eden Prairie High School (US High School)           |
| 17 | David Rundblad           | Schweden     | D    | St. Louis Blues | Skellefteå AIK (SEL)                                |
| 18 | Louis Leblanc            | Kanada       | C    | Montréal Canadiens | Omaha Lancers (USHL)                                |
| 19 | Chris Kreider            | USA          | C    | New York Rangers | Phillips Andover (US High School)                   |
| 20 | Jacob Josefson           | Schweden     | C    | New Jersey Devils (von Calgary Flames)                                                                                     | Djurgårdens IF (SEL)                                |
| 21 | John Moore               | USA          | D    | Columbus Blue Jackets (von Philadelphia Flyers via Anaheim Ducks)                                                          | Chicago Steel (USHL)                                |
| 22 | Jordan Schroeder         | USA          | C    | Vancouver Canucks | University of Minnesota (WCHA)                      |
| 23 | Tim Erixon               | Schweden     | D    | Calgary Flames (von New Jersey Devils)                                                                                     | Skellefteå AIK (SEL)                                |
| 24 | Marcus Johansson         | Schweden     | C    | Washington Capitals | Färjestad BK (SEL)                                  |
| 25 | Jordan Caron             | Kanada       | RW   | Boston Bruins | Rimouski Océanic (QMJHL)                            |
| 26 | Kyle Palmieri            | USA          | C/RW | Anaheim Ducks (von San Jose Sharks via Tampa Bay Lightning, Ottawa Senators, New York Islanders und Columbus Blue Jackets) | USA Hockey National Team Development Program (NAHL) |
| 27 | Philippe Paradis         | Kanada       | C    | Carolina Hurricanes | Shawinigan Cataractes (QMJHL)                       |
| 28 | Dylan Olsen              | Kanada       | D    | Chicago Blackhawks | Camrose Kodiaks (AJHL)                              |
| 29 | Carter Ashton            | Kanada       | RW   | Tampa Bay Lightning (von Detroit Red Wings)                                                                                | Lethbridge Hurricanes (WHL)                         |
| 30 | Simon Després            | Kanada       | D    | Pittsburgh Penguins | Saint John Sea Dogs (QMJHL)                         |

### Runde 2
| #  | Spieler                 | Nationalität       | Pos   | NHL-Team                                                                                 | College-/ Junioren-/ Profi-Team                     |
| -- | ----------------------- | ------------------ | ----- | ---------------------------------------------------------------------------------------- | --------------------------------------------------- |
| 31 | Mikko Koskinen          | Finnland           | G     | New York Islanders                                                                       | Espoo Blues (SML)                                   |
| 32 | Landon Ferraro          | Kanada             | C     | Detroit Red Wings (von Tampa Bay Lightning)                                              | Red Deer Rebels (WHL)                               |
| 33 | Ryan O’Reilly           | Kanada             | C     | Colorado Avalanche                                                                       | Erie Otters (OHL)                                   |
| 34 | Carl Klingberg          | Schweden           | RW    | Atlanta Thrashers                                                                        | Frölunda HC (J20 SuperElit)                         |
| 35 | Kyle Clifford           | Kanada             | LW    | Los Angeles Kings                                                                        | Barrie Colts (OHL)                                  |
| 36 | Chris Brown             | USA                | C     | Phoenix Coyotes                                                                          | USA Hockey National Team Development Program (NAHL) |
| 37 | Mathew Clark            | Kanada             | D     | Anaheim Ducks (von Toronto Maple Leafs via New York Islanders und Columbus Blue Jackets) | Brampton Battalion (OHL)                            |
| 38 | Alex Chiasson           | Kanada             | RW    | Dallas Stars                                                                             | Des Moines Buccaneers (USHL)                        |
| 39 | Jakob Silfverberg       | Schweden           | RW/LW | Ottawa Senators                                                                          | Brynäs IF (J20 SuperElit)                           |
| 40 | Anton Lander            | Schweden           | C     | Edmonton Oilers                                                                          | Timrå IK (SEL)                                      |
| 41 | Zach Budish             | USA                | RW    | Nashville Predators                                                                      | Team South West (US High School)                    |
| 42 | Charles-Olivier Roussel | Kanada             | D     | Nashville Predators (von Minnesota Wild)                                                 | Shawinigan Cataractes (QMJHL)                       |
| 43 | William Wrenn           | USA                | D     | San Jose Sharks (von Buffalo Sabres)                                                     | USA Hockey National Team Development Program (NAHL) |
| 44 | Drew Shore              | USA                | C     | Florida Panthers                                                                         | USA Hockey National Team Development Program (NAHL) |
| 45 | Jeremy Morin            | USA                | LW    | Atlanta Thrashers (von Anaheim Ducks via Washington Capitals und Montréal Canadiens)     | USA Hockey National Team Development Program (NAHL) |
| 46 | Robin Lehner            | Schweden           | G     | Ottawa Senators (von Columbus Blue Jackets)                                              | Frölunda HC (J20 SuperElit)                         |
| 47 | Ethan Werek             | Kanada             | C     | New York Rangers (Kompensation)                                                          | Kingston Frontenacs (OHL)                           |
| 48 | Brett Ponich            | Kanada             | D     | St. Louis Blues                                                                          | Portland Winterhawks (WHL)                          |
| 49 | Stefan Elliott          | Kanada             | D     | Colorado Avalanche (von Montréal Canadiens via Calgary Flames)                           | Saskatoon Blades (WHL)                              |
| 50 | Kenny Ryan              | USA                | RW    | Toronto Maple Leafs (von New York Rangers)                                               | USA Hockey National Team Development Program (NAHL) |
| 51 | Brian Dumoulin          | USA                | D     | Carolina Hurricanes (von Calgary Flames via Los Angeles Kings)                           | New Hampshire Junior Monarchs (EJHL)                |
| 52 | Richard Pánik           | Slowakei           | RW    | Tampa Bay Lightning (von Philadelphia Flyers)                                            | HC Oceláři Třinec (EL (Cz))                         |
| 53 | Anton Rödin             | Schweden           | LW    | Vancouver Canucks                                                                        | Brynäs IF (J20 SuperElit)                           |
| 54 | Éric Gélinas            | Kanada             | D     | New Jersey Devils                                                                        | Lewiston MAINEiacs (QMJHL)                          |
| 55 | Dmitri Orlow            | Russland           | D     | Washington Capitals                                                                      | Metallurg Nowokusnezk (KHL)                         |
| 56 | Kevin Lynch             | USA                | C     | Columbus Blue Jackets (von Boston Bruins via New York Islanders)                         | USA Hockey National Team Development Program (NAHL) |
| 57 | Taylor Doherty          | Kanada             | D     | San Jose Sharks                                                                          | Kingston Frontenacs (OHL)                           |
| 58 | Jesse Blacker           | Kanada             | D     | Toronto Maple Leafs (von Carolina Hurricanes via Edmonton Oilers und Buffalo Sabres)     | Windsor Spitfires (OHL)                             |
| 59 | Brandon Pirri           | Kanada             | C     | Chicago Blackhawks                                                                       | Georgetown Raiders (OJHL)                           |
| 60 | Tomáš Tatar             | Slowakei           | C     | Detroit Red Wings                                                                        | HKm Zvolen (EL (Svk))                               |
| 61 | Philip Samuelsson       | Vereinigte Staaten | D     | Pittsburgh Penguins                                                                      | Chicago Steel (USHL)                                |

### Runde 3
| #  | Spieler             | Nationalität       | Pos  | NHL-Team                                                              | College-/ Junioren-/ Profi-Team                     |
| -- | ------------------- | ------------------ | ---- | --------------------------------------------------------------------- | --------------------------------------------------- |
| 62 | Anders Nilsson      | Schweden           | G    | New York Islanders (von New York Islanders via Columbus Blue Jackets) | Luleå HF (J20 SuperElit)                            |
| 63 | Ben Hanowski        | Vereinigte Staaten | RW   | Pittsburgh Penguins (von Tampa Bay Lightning)                         | Little Falls High School (US High School)           |
| 64 | Tyson Barrie        | Kanada             | D    | Colorado Avalanche                                                    | Kelowna Rockets (WHL)                               |
| 65 | Joonas Nättinen     | Finnland           | C    | Montréal Canadiens (von Atlanta Thrashers)                            | Espoo Blues (SML)                                   |
| 66 | Brayden McNabb      | Kanada             | D    | Buffalo Sabres (von Los Angeles Kings via Vancouver Canucks)          | Kootenay Ice (WHL)                                  |
| 67 | Josh Birkholz       | Vereinigte Staaten | RW   | Florida Panthers (von Phoenix Coyotes via Calgary Flames)             | Fargo Force (USHL)                                  |
| 68 | Jamie Devane        | Kanada             | LW   | Toronto Maple Leafs                                                   | Plymouth Whalers (OHL)                              |
| 69 | Reilly Smith        | Kanada             | RW   | Dallas Stars                                                          | St. Michael’s Buzzers (OJHL)                        |
| 70 | Taylor Beck         | Kanada             | LW   | Nashville Predators (von Ottawa Senators)                             | Guelph Storm (OHL)                                  |
| 71 | Troy Hesketh        | Vereinigte Staaten | D    | Edmonton Oilers                                                       | Minnetonka High School (US High School)             |
| 72 | Michael Latta       | Kanada             | C    | Nashville Predators                                                   | Guelph Storm (OHL)                                  |
| 73 | Alexander Urbom     | Schweden           | D    | New Jersey Devils (von Minnesota Wild)                                | Djurgårdens IF (Elitserien)                         |
| 74 | Ryan Howse          | Kanada             | LW   | Calgary Flames (von Buffalo Sabres via Los Angeles Kings)             | Chilliwack Bruins (WHL)                             |
| 75 | Andrej Nestrašil    | Tschechien         | RW   | Detroit Red Wings (von Florida Panthers via Tampa Bay Lightning)      | Victoriaville Tigres (QMJHL)                        |
| 76 | Igor Bobkow         | Russland           | G    | Anaheim Ducks                                                         | HK Metallurg Magnitogorsk 2 (Perwaja Liga)          |
| 77 | Matt Hackett        | Kanada             | G    | Minnesota Wild (von Columbus Blue Jackets via New York Islanders)     | Plymouth Whalers (OHL)                              |
| 78 | Sergei Andronow     | Russland           | RW   | St. Louis Blues                                                       | HK Lada Toljatti (KHL)                              |
| 79 | Mac Bennett         | Vereinigte Staaten | D    | Montreal Canadiens                                                    | Hotchkiss School (US High School)                   |
| 80 | Ryan Bourque        | Vereinigte Staaten | C    | New York Rangers                                                      | USA Hockey National Team Development Program (NAHL) |
| 81 | Adam Morrison       | Kanada             | G    | Philadelphia Flyers (von Calgary Flames)                              | Saskatoon Blades (WHL)                              |
| 82 | Cameron Abney       | Kanada             | RW   | Edmonton Oilers (von Philadelphia Flyers)                             | Everett Silvertips (WHL)                            |
| 83 | Kevin Connauton     | Kanada             | D    | Vancouver Canucks                                                     | Western Michigan University (CCHA)                  |
| 84 | Nicolas Deslauriers | Kanada             | D    | Los Angeles Kings                                                     | Rouyn-Noranda Huskies (QMJHL)                       |
| 85 | Cody Eakin          | Kanada             | C    | Washington Capitals                                                   | Swift Current Broncos (WHL)                         |
| 86 | Ryan Button         | Kanada             | D    | Boston Bruins                                                         | Prince Albert Raiders (WHL)                         |
| 87 | Simon Bertilsson    | Schweden           | D    | Philadelphia Flyers (von San Jose Sharks via Tampa Bay Lightning)     | Brynäs IF (J20 SuperElit)                           |
| 88 | Mattias Lindström   | Schweden           | LW   | Carolina Hurricanes                                                   | Skellefteå AIK (J20 SuperElit)                      |
| 89 | Daniel Delisle      | Vereinigte Staaten | C/LW | Chicago Blackhawks                                                    | Totino-Grace High School (US High School)           |
| 90 | Gleason Fournier    | Kanada             | D    | Detroit Red Wings                                                     | Rimouski Océanic (QMJHL)                            |
| 91 | Mike Lee            | Vereinigte Staaten | G    | Phoenix Coyotes (von Pittsburgh Penguins via New York Islanders)      | Fargo Force (USHL)                                  |

### Runde 4
| #   | Spieler              | Nationalität               | Pos | NHL-Team                                                                              | College-/ Junioren-/ Profi-Team           |
| --- | -------------------- | -------------------------- | --- | ------------------------------------------------------------------------------------- | ----------------------------------------- |
| 92  | Casey Cizikas        | Kanada                     | C   | New York Islanders (von New York Islanders via Columbus Blue Jackets)                 | Mississauga St. Michael’s Majors (OHL)    |
| 94  | David Savard         | Kanada                     | D   | Columbus Blue Jackets (von Colorado Avalanche)                                        | Moncton Wildcats (QMJHL)                  |
| 95  | Jean-François Bérubé | Kanada                     | G   | Los Angeles Kings (von Atlanta Thrashers)                                             | Club de hockey junior de Montréal (QMJHL) |
| 96  | Linden Vey           | Kanada                     | RW  | Los Angeles Kings                                                                     | Medicine Hat Tigers (WHL)                 |
| 97  | Jordan Szwarz        | Kanada                     | RW  | Phoenix Coyotes                                                                       | Saginaw Spirit (OHL)                      |
| 98  | Craig Smith          | Vereinigte Staaten         | C   | Nashville Predators (von Toronto Maple Leafs via San Jose Sharks)                     | Waterloo Black Hawks (USHL)               |
| 100 | Chris Wideman        | Vereinigte Staaten         | D   | Ottawa Senators                                                                       | Miami University (CCHA)                   |
| 101 | Toni Rajala          | Finnland                   | RW  | Edmonton Oilers                                                                       | Tampereen Ilves (SML)                     |
| 102 | Mattias Ekholm       | Schweden                   | D   | Nashville Predators                                                                   | Mora IK (J20 SuperElit)                   |
| 103 | Kris Foucault        | Kanada                     | D   | Minnesota Wild                                                                        | Calgary Hitmen (WHL)                      |
| 104 | Marcus Foligno       | Kanada                     | LW  | Buffalo Sabres                                                                        | Sudbury Wolves (OHL)                      |
| 106 | Sami Vatanen         | Finnland                   | D   | Anaheim Ducks                                                                         | JYP Jyväskylä (SML)                       |
| 107 | Garrett Wilson       | Kanada                     | LW  | Florida Panthers (von Columbus Blue Jackets via Calgary Flames und Los Angeles Kings) | Owen Sound Attack (OHL)                   |
| 112 | Lane MacDermid       | Kanada/ Vereinigte Staaten | LW  | Boston Bruins (von Philadelphia Flyers)                                               | Windsor Spitfires (OHL)                   |
| 114 | Seth Helgeson        | Vereinigte Staaten         | D   | New Jersey Devils                                                                     | Sioux City Musketeers (USHL)              |
| 115 | Patrick Wey          | Vereinigte Staaten         | D   | Washington Capitals                                                                   | Waterloo Black Hawks (USHL)               |
| 119 | Byron Froese         | Kanada                     | C   | Chicago Blackhawks                                                                    | Everett Silvertips (WHL)                  |
| 120 | Ben Chiarot          | Kanada                     | D   | Atlanta Thrashers (von Detroit Red Wings via Los Angeles Kings)                       | Guelph Storm (OHL)                        |
| 121 | Nick Petersen        | Kanada/ Vereinigte Staaten | W   | Pittsburgh Penguins                                                                   | Shawinigan Cataractes (QMJHL)             |

### Runde 5
| #   | Spieler          | Nationalität                | Pos | NHL-Team                               | College-/ Junioren-/ Profi-Team        |
| --- | ---------------- | --------------------------- | --- | -------------------------------------- | -------------------------------------- |
| 122 | Anton Klementjew | Russland                    | D   | New York Islanders                     | Lokomotive Jaroslawl II (Perwaja Liga) |
| 127 | Roman Horák      | Tschechien                  | C   | New York Rangers (von Phoenix Coyotes) | HC České Budějovice (U20-Extraliga)    |
| 129 | Tomáš Vincour    | Tschechien                  | C   | Dallas Stars                           | Edmonton Oil Kings (WHL)               |
| 130 | Mike Hoffman     | Kanada                      | LW  | Ottawa Senators                        | Drummondville Voltigeurs (QMJHL)       |
| 132 | Gabriel Bourque  | Kanada                      | LW  | Nashville Predators                    | Baie-Comeau Drakkar (QMJHL)            |
| 133 | Olivier Roy      | Kanada                      | G   | Edmonton Oilers (von Minnesota Wild)   | Cape Breton Screaming Eagles (QMJHL)   |
| 135 | Corban Knight    | Kanada                      | C   | Florida Panthers                       | Okotoks Oilers (AJHL)                  |
| 137 | Thomas Larkin    | Italien/ Vereinigte Staaten | D   | Columbus Blue Jackets                  | Phillips-Exeter (US High School)       |
| 139 | Gabriel Dumont   | Kanada                      | C   | Montreal Canadiens                     | Drummondville Voltigeurs (QMJHL)       |
| 143 | Peter Andersson  | Schweden                    | D   | Vancouver Canucks                      | Frölunda HC (J20 SuperElit)            |
| 147 | Philip Varone    | Kanada                      | C   | San Jose Sharks                        | London Knights (OHL)                   |
| 149 | Marcus Krüger    | Schweden                    | C   | Chicago Blackhawks                     | Djurgårdens IF (J20 SuperElit)         |
| 150 | Nick Jensen      | Vereinigte Staaten          | D   | Detroit Red Wings                      | Green Bay Gamblers (USHL)              |

### Runde 6
| #   | Spieler         | Nationalität               | Pos | NHL-Team                                      | College-/ Junioren-/ Profi-Team                     |
| --- | --------------- | -------------------------- | --- | --------------------------------------------- | --------------------------------------------------- |
| 152 | Anders Lee      | Vereinigte Staaten         | C   | New York Islanders                            | Edina Hornets (US High School)                      |
| 154 | Brandon Maxwell | Vereinigte Staaten         | G   | Colorado Avalanche                            | USA Hockey National Team Development Program (NAHL) |
| 158 | Jerry D’Amigo   | Vereinigte Staaten         | RW  | Toronto Maple Leafs                           | USA Hockey National Team Development Program (NAHL) |
| 159 | Curtis McKenzie | Kanada                     | LW  | Dallas Stars                                  | Penticton Vees (BCHL)                               |
| 161 | Darcy Kuemper   | Kanada                     | G   | Minnesota Wild (von Edmonton Oilers)          | Red Deer Rebels (WHL)                               |
| 162 | Jaroslav Janus  | Slowakei                   | G   | Tampa Bay Lightning (von Nashville Predators) | Erie Otters (OHL)                                   |
| 165 | Scott Timmins   | Kanada                     | C   | Florida Panthers                              | Windsor Spitfires (OHL)                             |
| 171 | Joni Ortio      | Finnland                   | G   | Calgary Flames                                | TPS Turku (SML)                                     |
| 172 | Eric Wellwood   | Kanada                     | LW  | Philadelphia Flyers                           | Windsor Spitfires (OHL)                             |
| 179 | Brandon Kozun   | Vereinigte Staaten/ Kanada | RW  | Los Angeles Kings (von Chicago Blackhawks)    | Calgary Hitmen (WHL)                                |
| 180 | Mitch Callahan  | Vereinigte Staaten         | RW  | Detroit Red Wings                             | Kelowna Rockets (WHL)                               |
| 181 | Viktor Ekbom    | Schweden                   | D   | Pittsburgh Penguins                           | IK Oskarshamn (Allsvenskan)                         |

### Runde 7
| #   | Spieler          | Nationalität       | Pos | NHL-Team                                | College-/ Junioren-/ Profi-Team      |
| --- | ---------------- | ------------------ | --- | --------------------------------------- | ------------------------------------ |
| 182 | Erik Haula       | Finnland           | LW  | Minnesota Wild (von New York Islanders) | Shattuck-St. Mary’s (US High School) |
| 183 | Kiryl Hatawez    | Belarus            | D   | Tampa Bay Lightning                     | Shattuck-St. Mary’s (US High School) |
| 186 | Jordan Nolan     | Kanada             | C   | Los Angeles Kings                       | Sault Ste. Marie Greyhounds (OHL)    |
| 189 | Marek Viedenský  | Slowakei           | C   | San Jose Sharks (von Dallas Stars)      | Prince George Cougars (WHL)          |
| 198 | Nic Dowd         | Vereinigte Staaten | C   | Los Angeles Kings (von St. Louis Blues) | Wenatchee Wild (NAHL)                |
| 200 | Michail Paschnin | Russland           | D   | New York Rangers                        | HK Metschel Tscheljabinsk (RWL)      |
| 204 | Curtis Gedig     | Kanada             | D   | New Jersey Devils                       | Cowichan Valley Capitals (BCHL)      |
| 207 | Dominik Bielke   | Deutschland        | D   | San Jose Sharks                         | Eisbären Berlin (DEL)                |
| 208 | Tommi Kivistö    | Finnland           | D   | Carolina Hurricanes                     | Red Deer Rebels (WHL)                |
| 210 | Adam Almqvist    | Schweden           | D   | Detroit Red Wings                       | HV71 (J20 SuperElit)                 |

## Rankings
Die Ranglisten des NHL Central Scouting Service mit den hoffnungsvollsten Talenten für den NHL Entry Draft 2009.
| Rang | Feldspieler Nordamerika        | Feldspieler Europa                       |
| ---- | ------------------------------ | ---------------------------------------- |
| 1    | John Tavares (Center)          | Victor Hedman (Verteidiger)              |
| 2    | Matt Duchene (Center)          | Magnus Pääjärvi-Svensson (Linker Flügel) |
| 3    | Evander Kane (Center)          | Jacob Josefson (Center)                  |
| 4    | Brayden Schenn (Center)        | Oliver Ekman-Larsson (Verteidiger)       |
| 5    | Jordan Schroeder (Center)      | Tim Erixon (Verteidiger)                 |
| 6    | John Moore (Verteidiger)       | David Rundblad (Verteidiger)             |
| 7    | Scott Glennie (Rechter Flügel) | Carl Klingberg (Rechter Flügel)          |
| 8    | Simon Després (Verteidiger)    | Marcus Johansson (Linker Flügel)         |
| 9    | Jared Cowen (Verteidiger)      | Dmitri Orlow (Verteidiger)               |
| 10   | Zack Kassian (Rechter Flügel)  | Joonas Nättinen (Center)                 |

| Rang | Torhüter Nordamerika | Torhüter Europa |
| ---- | -------------------- | --------------- |
| 1    | Matt Hackett         | Robin Lehner    |
| 2    | Olivier Roy          | Mikko Koskinen  |
| 3    | Eddie Pasquale       | Juraj Hollý     |